# ISO 3166-2:PS
ISO 3166-2:PS — стандарт Международной организации по стандартизации, который определяет геокоды. Является подмножеством стандарта ISO 3166-2, относящимся к Государству Палестина.
Стандарт охватывает 16 провинций. Каждый код состоит из двух частей: кода Alpha2 по стандарту ISO 3166-1 для Государства Палестина (PS), и дополнительного трёхсимвольного кода, записанных через дефис. Дополнительный геокод образован от аббревиатуры названия провинции. Геокоды провинций являются подмножеством кодов домена верхнего уровня — PS, присвоенного Государству Палестина в соответствии со стандартами ISO 3166-1.

## Геокоды административно-территориального деления Государства Палестина
| Геокод | Административная единица | Статус    |
| ------ | ------------------------ | --------- |
| PS-BTH | Вифлеем                  | провинция |
| PS-GZA | Газа                     | провинция |
| PS-DEB | Дейр-эль-Балах           | провинция |
| PS-HBN | Хеврон                   | провинция |
| PS-JRH | Иерихон                  | провинция |
| PS-JEN | Джанин                   | провинция |
| PS-JEM | Иерусалим                | провинция |
| PS-KYS | Хан-Юнис                 | провинция |
| PS-TKM | Тулькарм                 | провинция |
| PS-TBS | Тубас                    | провинция |
| PS-QQA | Калькилия                | провинция |
| PS-RFH | Рафах                    | провинция |
| PS-RBH | Рамалла и эль-Бира       | провинция |
| PS-SLT | Сальфит                  | провинция |
| PS-NGZ | Северная Газа            | провинция |
| PS-NBS | Наблус                   | провинция |

## Геокоды пограничных Государству Палестина государств
- Иордания — ISO 3166-2:JO (на востоке)
- Израиль — ISO 3166-2:IL (на севере, западе, юге (Западный берег реки Иордан), на востоке (сектор Газа))
- Египет — ISO 3166-2:EG (на юго-западе (сектор Газа))